# Michael Widenius
Ulf Michael Widenius (a menudo llamado Monty), nació el 3 de marzo de 1962, en Helsinki, Finlandia. Es el autor principal de la versión original de la base de datos de código abierto MySQL y miembro fundador de la empresa MySQL AB.
Después de estudiar en la Universidad Politécnica de Helsinki (aunque sin llegar a graduarse), Widenius comenzó a trabajar para Tapio Laakso Oy en 1981. En 1985 fundó TCX DataKonsult AB (una empresa sueca de almacenamiento) con Allan Larsson. En 1995 comenzó a escribir la primera versión de la base de datos MySQL con David Axmark, que fue lanzada en 1996. Es coautor del Manual de Referencia de MySQL, publicado por O'Reilly Media en junio de 2002, y en 2003 fue galardonado con el premio al empresario de software finlandés del año. Hasta la venta de MySQL AB a Sun Microsystems en enero de 2008, era el director técnico de MySQL AB y siguió siendo una de las principales fuerzas detrás del desarrollo de MySQL. Gracias a la venta de MySQL a Sun, Widenius tuvo unas ganancias cercanas a los 16,6 millones de euros en 2008 lo que le convirtió en una de las 10 personas con mayores ingresos en Finlandia ese año.
El 5 de febrero de 2009, anunció que se iba de Sun para crear su propia empresa.
El 12 de diciembre de 2009, Monty pidió a los clientes de MySQL que presionaran a la UE como consecuencia de la adquisición de Oracle de Sun, dado que le preocupaba que Oracle controlara el desarrollo de MySQL, esto dio lugar a una campaña de petición en línea llamado «Ayuda de MySQL».
Actualmente vive en Helsinki con su segunda esposa Anna y su hija Maria. Tiene también otra hija My que es la que dio nombre a MySQL y un hijo Max (que dio nombre a MaxDB) de su primer matrimonio.
Monty Program AB está trabajando actualmente en un fork del código de MySQL, cuyo nombre oficial es MariaDB. Incluye varios parches y plugins desarrollados por la propia empresa o la comunidad. Uno de estos plugins es el motor de almacenamiento Aria, cuyo antiguo nombre era Maria. Este motor Maria dio su nombre a MariaDB, pero después se ha renombrado para evitar confusiones. María, como hemos comentado, es también la hija más joven de Widenius.
El Open Database Alliance, también conocido como ODBA, fue fundada en 2009 por el Programa de Monty y Percona. De acuerdo con su primer anuncio, «la Open Database Alliance estará integrada por un conjunto de empresas que trabajan conjuntamente para proporcionar el software, soporte y servicios para MariaDB, una empresa de calidad, elaborada por la comunidad como fork de MySQL».